# Rocky Kansas
Rocky Kansas, nato Rocco Tozzo (Buffalo, 21 aprile 1895 – 10 gennaio 1954), è stato un pugile statunitense.
Fu campione del mondo dei pesi leggeri tra il 1925 e il 1926.

## Gli inizi
Di origini italiane, divenne professionista dal 1911. Perse solo 2 incontri dei suoi primi 75.

## Carriera da professionista
Combatté contro i migliori pesi piuma e leggeri della sua epoca, tra i quali gli italoamericani Sammy Mandell e Johnny Dundee, ed anche contro Johnny Kilbane e il grande Benny Leonard.
Al termine della carriera fece il taxista a Buffalo.